# 阪急1010系電車
阪急1010系電車（はんきゅう1010けいでんしゃ）は、1956年に京阪神急行電鉄が導入した高性能電車である。1954年に試作された1000形の実績を踏まえて改良した量産車で、1010系は神戸線に投入された。
本項では神戸線用量産車の1010系のほか、1010系と同仕様で宝塚線用の1100系についても記述する。京都線仕様の量産車である1300系（初代）、量産車車体の機器流用車で神宝線用の1200系、同じく機器流用車で京都線用の1600系は、それぞれの項目で解説する。
また1010系・1100系を能勢電鉄に譲渡した能勢電鉄1000系についても本項で記述する。

## 概要
1010系・1100系は1000形の試用結果を元に製造された量産高性能電車で、歯車比の相違等から神戸線用（1010系）と宝塚線用（1100系）に区分された。1956年から1961年にかけて1010系が35両と1100系が51両の合計86両がナニワ工機で製造された。

## 車種構成
1010系が全電動車方式として、当初は制御電動車の1010形のみであったが、経済性から制御車で電装準備車とした車両が登場し、後に1017形と呼ばれる。後に中間付随車の1050形が登場した。
1100系は当初より経済性を重視して、制御電動車1100形(Mc)-制御車1150形(Tc)による1M1T編成として設計された。その後、宝塚線の利用客増加に伴う増結用として、1140形(Mc)と1190形(Tc)が増備されたが、これらの車両は1両単位での増結用であったため、連結面側も狭幅貫通路および自動連結器付きであった。

## 車体
基本設計は1000形に準じ、準張殻構造の軽量車体を備えるが、換気装置として新たに三菱電機製ファンデリアが採用された。このファンデリアは天井中央部に設置されており、車内天井と車体屋根板との間に風洞を設け、さらに車体側面の雨樋上部に換気用ルーバーがほぼ全長に渡って設置されるなど、複雑な構造の二重屋根となった。
900形以来の車体デザインに大きな変化がなく、利用客には新車であると認識されず、車内には『この車両は今年の新造車両です』という車内広告が掲出されていた。
初期車は1000形や810系などと同様、2扉ロングシート車として製造されたが、1100系では1958年製造の1108以降、1010系では1959年製造の1030以降がラッシュ時の混雑緩和と乗降時間の短縮を狙って当初より3扉で落成した。また、2扉車については1966年から順次、3扉化が行われている。

## 主要機器

### 走行機器
1000形での実績を反映し、定格出力の引き上げを図った東芝SE-515-C（端子電圧300V時定格出力90kW）が採用された。駆動システムはWNドライブが引き続き採用されている。
歯数比は神戸線用で全電動車用1010系が4.16、MT比1:1が基本の1100系が5.76となった。ただし、これは後年神戸線の5両編成化時に1010系もMT比3:2に再編され、歯数比を5.76へ引き下げたため、最終的には両系列の走行性能は統一されている。
電気機器は架線電圧1500Vへの昇圧対応が見送られ、電動発電機や空気圧縮機は600V専用となった。このため、主制御器はPE-10Bの実績を基に改良・簡素化して同期機能を省略したPE-13Aを採用した。
補機の配置は1010系では1000形に準じて奇数車と偶数車で集約分散配置とされ、1100系では電動車に電動発電機を、制御車にコンプレッサを搭載してこちらも集約分散配置とされていた。
ブレーキは1000形に準じ、発電制動併用自動空気ブレーキのAMC-Dを採用した。

### 台車
台車はアルストムリンク式が本格採用され、当初は1010系が両抱き式ブレーキシューを備えるFS-311を、宝塚線用の1100系が片押し式ブレーキシューを備えるFS-312をそれぞれ装着した。
また、1957年製造の1010系2次車で空気ばね台車の試験が行われ、1018-1019にはFS-311の枕ばねをベローズ式空気ばねで置き換えた形状のFS-320が、1020-1021には日本における量産空気ばね台車の始祖となった京阪1810系用KS-51を基本とする汽車製造KS-52シンドラー式台車が、それぞれ装着された。
シンドラー式台車は円筒案内式台車、という別称が物語るように、軸箱の前後に配されたコイルばねの内部に軸箱の上下動を案内するシリンダーを内蔵してペデスタルを廃止したもので、元来スイス国鉄用軽量客車のために各社で開発された技術を導入したものであった。
さらに、1018-1019編成に挿入された1050形1056については汽車製造が新開発したエコノミカルトラックと呼ばれる、揺れ枕を持たず軸箱支持を緩衝ゴムのみに依存する簡素な構造の軸箱梁式空気ばね台車であるKS-62が試用されている。
これとは別に、付随車である1050形には前述の1056と例外的にFS-311を装着して竣工した1052を除き、両抱き式ブレーキシューを備えるFS-33アルストムリンク式金属ばね台車が採用され、1010・1100・1150の各形式についても3扉車は新設計の片押し式ブレーキシューを備えるFS-324・FS-324Aアルストムリンク式金属ばね台車が採用された。もっとも、以後は様々な事情から複雑な台車振り替えが実施されており、各車の最終的な装着台車は当初とは必ずしも一致しない。

## 製造
1010系のうち、初期に製造された4両（1010-1011+1012-1013）は、1000形と同様に奇数車と偶数車でペアを組む全電動車編成であった。1100系については、2M2Tの4両編成での運用が基本であった。
| ← 大阪神戸・宝塚 → | ← 大阪神戸・宝塚 → | ← 大阪神戸・宝塚 → | ← 大阪神戸・宝塚 → | 竣工       |
| Mc                 | Mc                 | Mc                 | Mc                 |            |
| 1010               | 1011               | 1012               | 1013               | 1956年11月 |
| Mc                 | Tc                 | Mc                 | Tc                 |            |
| 1100               | 1150               | 1101               | 1151               | 1956年10月 |

だが、運用開始後の実績から、3M1T編成でも神戸線での運用には充分なことと、コスト面の問題などから、1014以降の車両については、制御車(Tc)の1017形を1両組み込んだ3M1T編成として製造された。
1010Fについても、その後製造されたMc-Tc編成の1026-1027と1028-1029と組み替られ1010-1011+1026-1027，1012-1013+1028-1029となり、1010系の全編成が3M1Tで統一された。
| ← 大阪神戸・宝塚 → | ← 大阪神戸・宝塚 → | ← 大阪神戸・宝塚 → | ← 大阪神戸・宝塚 → | 竣工       |
| Mc                 | Mc                 | Mc                 | Tc                 |            |
| 1014               | 1015               | 1016               | 1017               | 1957年11月 |
| 1018               | 1019               | 1020               | 1021               | 1957年11月 |
| 1022               | 1023               | 1024               | 1025               | 1957年11月 |
| Mc                 | Tc                 |                    |                    |            |
| 1026               | 1027               |                    |                    | 1958年9月  |
| 1028               | 1029               |                    |                    | 1958年9月  |
| Mc                 | Tc                 | Mc                 | Tc                 |            |
| 1102               | 1152               | 1103               | 1153               | 1956年12月 |
| 1104               | 1154               | 1105               | 1155               | 1956年8月  |
| 1106               | 1156               | 1107               | 1157               | 1957年11月 |

1030・1108以降の増備車は、乗客数の増加から3扉車となった。引き戸の乗降扉は全て連結面側に開き、戸袋窓も曇りガラスから熱線吸収ガラスに、妻面窓もHゴムから直接支持に変更された。
1010系は付随車を組み込んだ3M2Tの5両編成化が検討されたが、主電動機容量の関係から歯車比が1100系と同じ5.76に変更することになり、1010形と1100形の性能は同一になった。1030以降は歯車比を変更して新製されたが、車番は続番である。
| ← 大阪神戸・宝塚 → | ← 大阪神戸・宝塚 → | ← 大阪神戸・宝塚 → | ← 大阪神戸・宝塚 → | 竣工       |
| Mc                 | Mc                 | Mc                 | Tc                 |            |
| 1030               | 1031               | 1032               | 1033               | 1959年10月 |
| 1034               | 1035               | 1036               | 1037               | 1959年10月 |
| Mc                 | Tc                 | Mc                 | Tc                 |            |
| 1108               | 1158               | 1109               | 1159               | 1958年10月 |
| 1110               | 1160               | 1111               | 1161               | 1958年12月 |
| 1112               | 1162               | 1113               | 1163               | 1959年6月  |
| 1114               | 1164               | 1115               | 1165               | 1959年8月  |
| 1116               | 1166               | 1117               | 1167               | 1959年9月  |

年々増加する宝塚線の乗客数に対応すべく、1959年から1960年にかけて1140形が製造され、4両編成の大阪寄りに連結され3M2Tの5両編成で使用される様になった。
| ← 大阪 | 竣工       |
| Mc     |            |
| 1140   | 1959年12月 |
| ：     | 1959年12月 |
| 1143   | 1959年12月 |
| 1144   | 1960年8月  |
| ：     | 1960年8月  |
| 1148   | 1960年8月  |

神戸線は中間付随車の増結がなされ、T車の1050形を組み込んだ5両編成を組成した。
| ← 大阪 | 竣工       |
| T      |            |
| 1050   | 1959年12月 |
| 1051   | 1959年12月 |
| 1052   | 1959年12月 |
| 1053   | 1960年12月 |
| 1054   | 1960年12月 |
| 1055   | 1960年12月 |
| 1056   | 1960年12月 |

引き続き、1961年には1190形が6両製造され、1140形の1140 - 1145と2両編成が組まれ6両編成で運転された。一方、1146 - 1148は引き続き増結用車として使用されたが、1147と1148は1963年以降に神戸線に転属し、1010系の増結車としても使用される様になった。
| 宝塚 → | 竣工       |
| Tc     |            |
| 1190   | 1961年10月 |
| ：     | 1961年10月 |
| 1195   | 1961年10月 |

## 変遷

### 昇圧改造

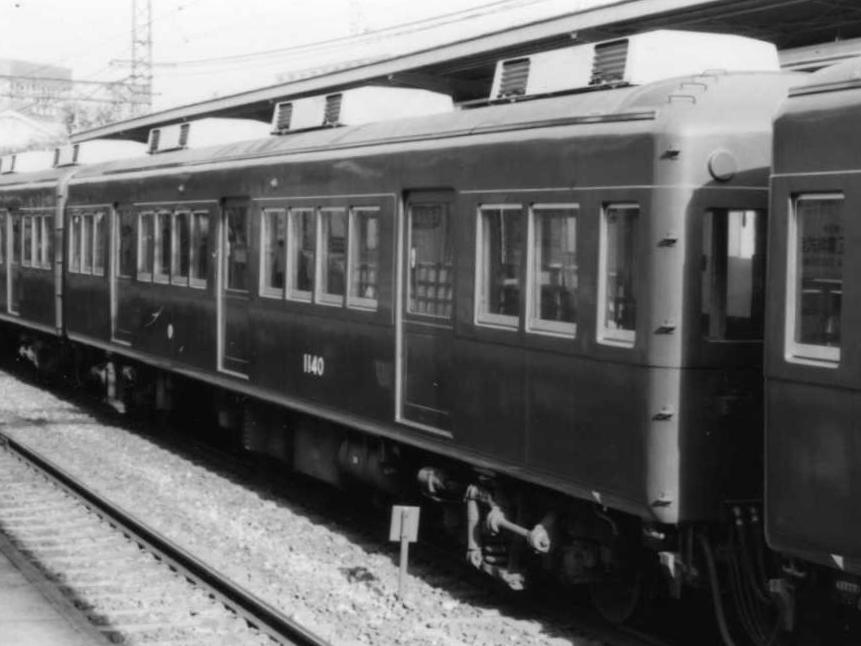
運転台、運転台扉が撤去された1140　1977.11.20　池田にて撮影

神戸線と宝塚線の昇圧に際し、1967年から1969年にかけて、全車で1500V専用化改造が実施された。補機を含む電装品一式が更新されることとなり、京都線1300系と同様にMM'ユニット化され、制御器は新造の東芝PE-22Aに交換された。主電動機については、対地絶縁試験の結果、発電制動を廃止し過負荷を避ければ昇圧対応可能であると確認されたため、そのまま流用された。また、ブレーキ装置もAMC-DからHSCへと改造されることとなった。
1010形は奇数Mc車がM'c車となり、1100F - 1108Fなどの4連はMc-Tc+Mc-TcをMc-To-M'o-Tcとして半永久連結器により4両固定化、1140形はM'車に改造された。改造の際には不要となった運転台とパンタグラフが撤去されている。
車種の変更は以下のとおり。
- Mc → M'c
  - 1011・1013・1015・1019・1025・1031・1035
- Mc → M'o
  - 1024・1028・1036・1101・1103・1105・1107・1109・1140 - 1148
- Tc → To
  - 1017・1021・1027・1033・1150・1152・1154・1156・1158・1160 - 1167

なお、昇圧工事に際しては1500V専用車として施工されたため、600V区間では走行出来なかった。それゆえ、神戸線の昇圧に先立って改造された車両については改造工事後の試運転を京都線に回送の上で実施し、その後神戸線の昇圧実施まで、正雀車庫や桂車庫に留置された。一方、神戸線昇圧後に改造された車両については、宝塚線所属車についても、改造工事後は神戸線に転属し、昇圧即応車である3000系などが入れ替わりに宝塚線に転出した。その結果、一時的に全車両が神戸線に所属していたことがある。
1971年には3扉化・付随車化した1000形を初期に製造された4両（1010-1011と1012-1013）の間に2両ずつ組み込み、2M2Tの4連2本（1010-1000-1001-1011と1012-1003-1002-1013）を組成している。

### 車体改装

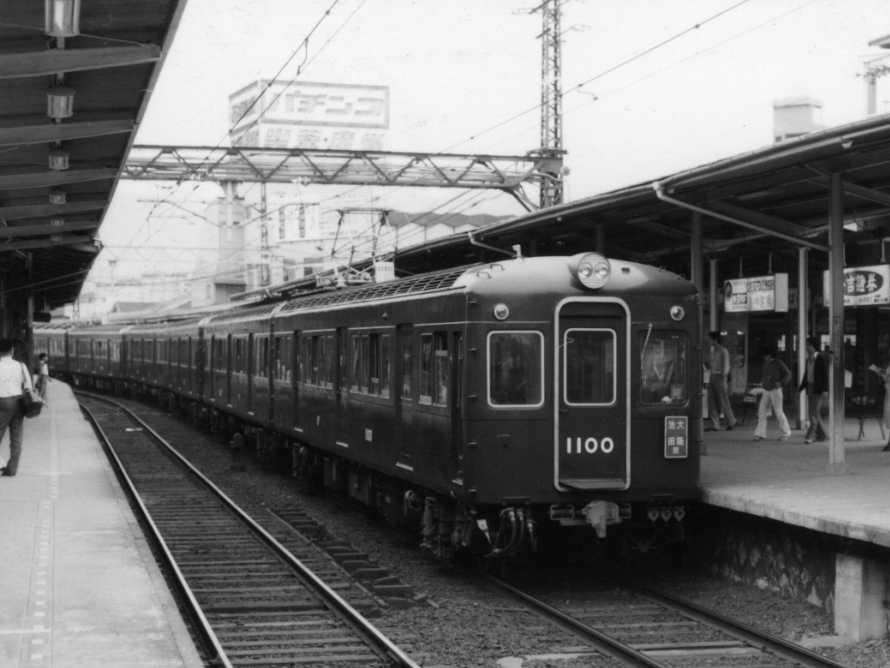
試作的に更新された1100（6両目はT化された1000形、1976.9.26石橋にて）

1974年5月頃、1100の1両でイメージアップを目的とした工事が施工された。前面は幌枠と標識灯枠がアルミ地の無塗装になり、妻開き戸と車掌台の窓を白Hゴムに変更、側窓枠は黄褐色からアルミ地の無塗装となった。この改造は1両に留まったが、冷房化改造時に本格実施される。

### 冷房化改造

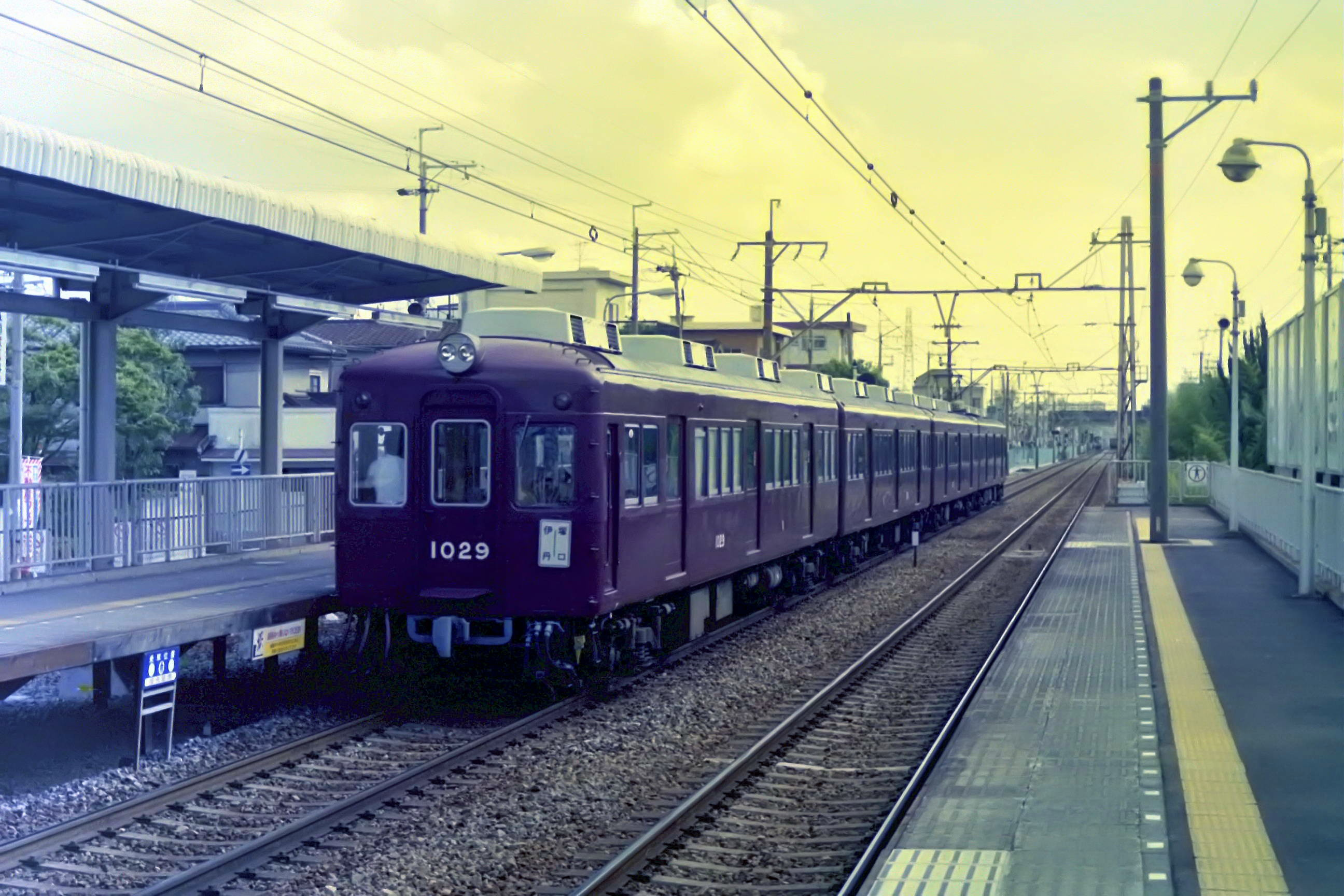
冷房改造車 1029

1976年には一部の車両に冷房改造がなされ、ファンデリアおよび風洞撤去の上で冷凍能力10,500kcal/hの東芝RPU-3003が各車に3基搭載された。施工されたのは以下の38両である。当時の冷房車の配置と運用の関係から、宝塚線所属車を中心に（8連×4本）施工され、神戸線系統では今津線用の6連1本のみの施工となった（運用末期は、伊丹線・箕面線にも転入した）。
- 1010系（10両）: 1026 - 1033、1036、1037
- 1100系（28両）: 1102 - 1110、1113、1115、1140、1143、1145、1152 - 1160、1163、1165、1190、1193、1195

冷房改造と同時に、車軸径の110mmから120mmへの強化、運転台撤去跡の乗務員室扉の埋め込み、車外スピーカーの設置が行われたほか、冬季の寒風対策として広幅貫通路が2両に1両の割合で狭幅化、引き戸が設けられた。車内は木目模様を明るい塗装に塗り替え、側窓枠はアルミ地無塗装として環境を刷新した。最初に改造された1113Fでは、屋根以外には大きな改造は受けていなかった。
冷房改造されなかった車両については、1978年ごろから小規模な更新改造が実施され、車外スピーカーの取り付けや内装デコラ板の張替え等が行われた。

## 運用
1010系と1100系の性能は増備終了時には統一されており、1962年の神戸線6連化に伴う1148の神戸線移籍以降、本格的に両形式の共通運用が開始された。
昇圧後も神戸・宝塚線の主力車として運用され、神戸高速鉄道開業後には、特急運用などで高速神戸や新開地まで乗り入れていたが、山陽電気鉄道本線への入線実績は無い。また大阪万博の際には、数編成が京都線に貸し出され、臨時準急などに使用された。
出力の関係で4M4Tの8両編成が使用出来なかった神戸線では、各駅停車の8両編成化が進んだ1978年を最後に運用を終了したが、宝塚線では1986年の初旬までは引き続き主力として8両編成で使用され続けた。
1978年以降、徐々に支線運用が中心となった。宝塚線の冷房車も、1981年以降は本線への新車投入や非冷房車の廃車の進行などで順次伊丹線・箕面線へ転出していった（伊丹線では1981年7月から、箕面線では1984年7月から使用）。途中、今津南・甲陽線からは1985年6月、今津北線からは1986年8月に撤退した。阪急で最後に残ったのは伊丹線の1026Fと箕面線の1106Fとなった。1989年3月5日にこの2編成を併結した8両編成で梅田→宝塚間のさよなら運転を行い、1010系・1100系の運用を終了した（ただし、1106Fのみ、さよなら運転実施後も3日間だけ箕面線で運用された）。
この際、未公表ながら当時最新の8000系が梅田駅で1010系と並ぶよう運用が調整され、終着の宝塚駅でも同様の並びが行われた。
1986年と1988年に1編成4両ずつの計2編成8両が能勢電鉄に譲渡され、1000系として2001年まで運用された。

## 廃車

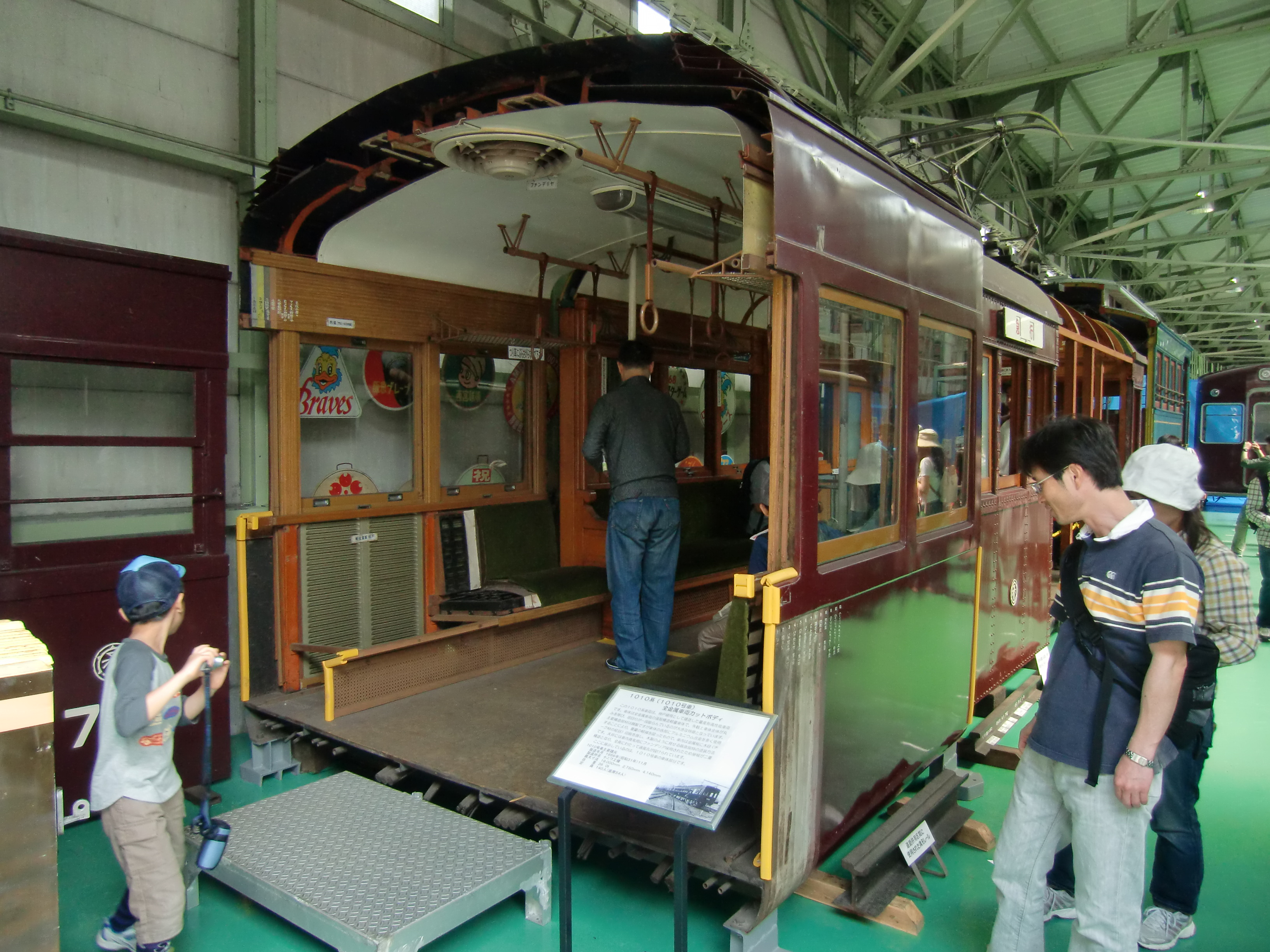
保存されている1010の車体断面。2011.5.8　正雀工場内の阪急ミュージアムにて

1984年の1100Fを最初に廃車が開始され、1020Fと1114Fを最後に1986年3月に非冷房車が全廃、冷房車についても、1989年3月までに全車廃車された。なお、1026Fのみ廃車は4月下旬に持ち越された、とする資料も存在する。
1010の車体断面(展示用に制作されたモックアップ)が正雀工場内の阪急ミュージアムで保存されている。

## 能勢電鉄1000系
1986年と1988年に1010系と1100系の4両編成1編成ずつ計2編成が能勢電鉄に譲渡され、新たに能勢電鉄1000系（1000・1001F）として就役開始した。括弧内に阪急時代の旧番号を記す。
- 1000-1080+1030-1050（旧番号：1030-1033+1032-1037） - 1986年8月[8]
- 1001-1081+1031-1051（旧番号：1108-1158+1110-1159） - 1988年3月[8]

600Vで使用するため、電動車は単車で走行可能な1M方式とする必要があり、中間電動車となる1030形については、先頭車を種車としている。電気関係は、主回路の降圧処置が施されており、電動発電機が静止形インバータに交換されて1080形に搭載されたが、あとはほぼそのまま使用されている。その為1500Vに昇圧された際にも、容易に対応する事が可能であった。
また外観については、方向幕の取り付けや通過標識灯・尾灯を腰板部に移設、中間車の乗務員室撤去跡を完全撤去（他の連結面と同じ状態に改造）、窓周りにベージュの塗装が施されるなど様々な改造が施されている。塗装はのちに、1700系に合わせたオレンジ+グリーンの塗装を経て、ベージュに扉周りがオレンジの新塗装（通称「フルーツ牛乳」）に変更された。
1992年の610系の引退後は予備車的な扱いとなっていたが、1500系のワンマン化改造が進められていた時期（1996年～1997年）は、日中の運用にも返り咲いていた。1998年に6両編成化が行われ、1001-1080+1030-1081+1031-1051の1編成となり、ラッシュ時間帯のみの運用となった。この際に余剰となった1000、1050の2両は廃車された。
2000年6月4日のダイヤ改正で6連運用が消滅したため、運用を離脱。以降はイベント等にのみ使用された。2001年4月29日にさよなら運転を実施し、同年5月に開催された阪急電鉄正雀工場でのレールウェイフェスティバルの車両展示を最後に廃車された。しばらく解体保留となっていたが、2002年3月に全車解体された。